# Anthozoan Mountain
Anthozoan Mountain är ett berg i Kanada.   Det ligger i provinsen Alberta, i den centrala delen av landet, 3 000 km väster om huvudstaden Ottawa. Toppen på Anthozoan Mountain är 2 726 meter över havet, eller 341 meter över den omgivande terrängen. Bredden vid basen är 4,2 km.
Terrängen runt Anthozoan Mountain är varierad.Trakten runt Anthozoan Mountain är nära nog obefolkad, med mindre än två invånare per kvadratkilometer.. Närmaste större samhälle är Lake Louise, 11,2 km väster om Anthozoan Mountain. 
Trakten runt Anthozoan Mountain består i huvudsak av gräsmarker.